# 兰里岛之战
蘭里島戰役是1945年1月至2月間歷時6週的一場戰役，是緬甸戰役的一部分。

## 战役地理背景
兰里岛位于孟加拉湾东岸，面积约2300平方公里，是缅甸的第一大岛。兰里岛距大陆最近处约30公里。岛上多红树林与沼泽。

## 守軍
駐守於島上的日軍單位是隸屬於54師團的步兵121聯隊，指揮官是長沢貫一大佐。

## 戰鬥
盟軍預定要執行鬥牛士行動，奪下位於蘭里島北邊先端的皎漂港，關鍵性的機場離此港很近。1945年1月14日的偵查顯示日軍忙於將機槍部屬於灘頭，於是皇家海軍調派來戰艦以及航空母艦以便進行支援等任務。
1月21日，在71印度步兵旅登陸前一小時，由英國皇家海軍護衛航空母艦國王號上起飛的飛機為伊莉莎白女王號戰艦定位做岸轟的任務。輕巡洋艦月神號也加入了岸轟的行列，皇家空軍224中隊的B-24轟炸機以及P-47戰鬥機負責轟炸灘頭的任務。部隊登陸後未遭到抵抗，當天稍晚第4印度步兵旅也上陸了。
1月26日，執行Sankey行動，皇家海軍陸戰隊登陸基督島，發現此島未被日軍佔領，而登陸蘭里島時遭到日軍猛烈抵抗，第36印度步兵旅與陸戰隊一起登陸，當陸戰隊準備側翼包圍一個日本陸軍堡壘時，日軍900餘人被迫放棄了其基地，決定加入島上另一側的步兵營防線，而在他們的路途中須穿越16公里的紅樹林區域，英軍趁機包圍了紅樹林區域，而使得在困於濃密紅樹林中的日軍部隊開始受到爛泥、傳染病、蚊蟲甚至鱷魚的侵擾及攻擊。
英軍不斷向日軍播放呼籲投降的廣播但都被無視，陸戰隊員們向試圖逃脫的日軍部隊射擊，許多人因為缺乏食物及飲用水而死於途中。後來英軍進入紅樹林沼澤中，俘獲20名嚴重受傷及衰弱的日本軍人，而儘管有嚴密的封鎖仍約有500人逃脫蘭里島。